# لئونید کلومبت
لئونید کلومبت (انگلیسی: Leonid Kolumbet; ۱۴ اکتبر ۱۹۳۷ – ۲ مهٔ ۱۹۸۳) دوچرخه‌سوار اهل اتحاد جماهیر شوروی سوسیالیستی بود.
وی در مسابقات کشوری و بین‌المللی در مجموع برندهٔ ۱ مدال طلا، ۳ مدال برنز شده‌است.